# Diameter
Diameter est un protocole applicatif permettant de décrire des associations clefs-valeurs, de manière extensible. L'essentiel de ces associations sont définies par l'IANA, même s'il existe des extensions propriétaires.
À l'origine, il est conçu pour faire de l'authentification, et succéder au protocole RADIUS. Ses objectifs, qui définissent les prérequis minimums nécessaires pour un protocole AAA, sont initialement décrits par la RFC 3588 puis étendus par la RFC 5719, avant que la RFC 6733 ne rende ces dernières définitions caduques.
Il est notamment utilisé dans le cœur des réseaux de téléphonie mobile 4G/LTE pour faire communiquer les différents équipements du cœur de réseau, tel que le HSS, le MME ou le PCRF.

## Origine du nom
Contrairement à RADIUS, acronyme de Remote Authentication Dial-In User Service, son nom est un jeu de mots, diameter, signifiant diamètre en anglais, qui est le double du rayon, radius en anglais.